# Wölfershausen
Wölfershausen là một đô thị tại huyện Schmalkalden-Meiningen, trong Thüringen, nước Đức. Đô thị này có 4,35 diện tích km², dân số thời điểm 31 tháng 12 năm 2006 là 382 người.